# AVK Triglav Kranj
El Akademski vaterpolski klub Triglav Kranj es un club acuático esloveno en la ciudad de Kranj.

## Historia
El club empieza a dar sus primeros pasos en 1939.

## Palmarés
- 13 veces campeón de la liga de Eslovenia de waterpolo masculino (1992-1994, 1997-2006)